# معيار انبعاثات المركبات

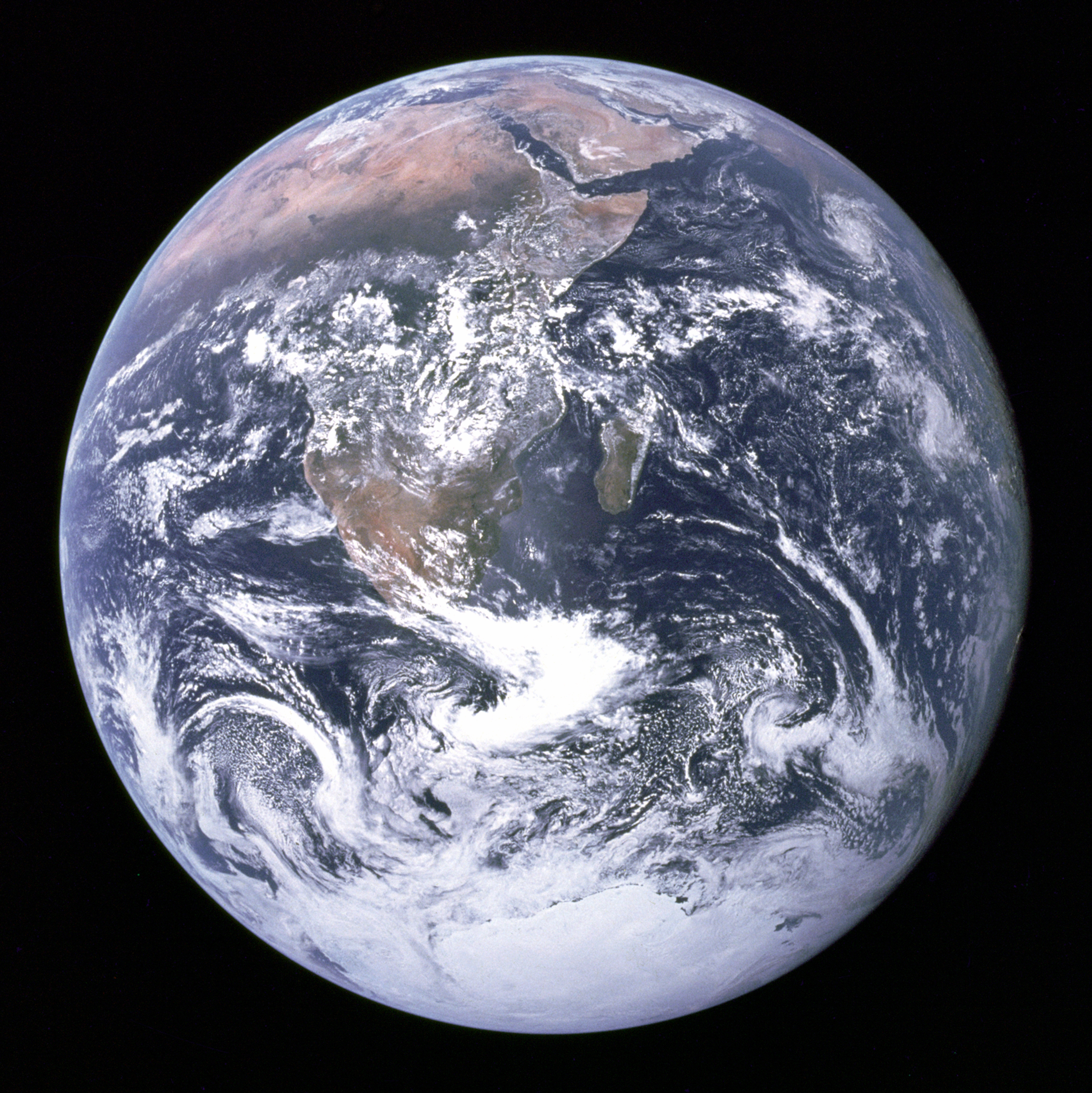

معيار الانبعاث أو الانبعاث المعياري (بالإنجليزية: Emission standard)‏، هي معايير تصدرها المؤسسات المختصة والتي تحدد مستويات انبعاث ملوثات في المجال البيئي المفتوح بقطاعات النقل والطاقة والصناعة أو حيث ما وجد الانبعاث. هذه المعايير تتغير مع تطور التقنيات والمعرفة بأضرار الملوثات.